# Lilyana Vaseva
Lilyana Vaseva (bulgare : Лиляна Васева), née le 12 août 1955 à Velicikovo (oblast de Pazardjik, Bulgarie), est une ancienne rameuse bulgare. Elle est médaillée d'argent aux Jeux de 1976.

## Carrière
Vaseva est médaillée d'argent en quatre avec barreuse aux Jeux de 1976.

## Palmarès

### Jeux olympiques
- Jeux olympiques d'été de 1976 à Montréal ( Canada) :
  -  médaille d'argent en quatre avec barreuse